# Plympton Castle
Plympton Castle är en slottsruin i Storbritannien.  Det ligger i stadsdelen Plympton i östra delen av staden Plymouth och riksdelen England, i den södra delen av landet, 300 km väster om huvudstaden London. Plympton Castle ligger 30 meter över havet.